# Cyclophorales
Ordre
Les Cyclophorales sont un Ordre de diatomées, de la classe des Bacillariophyceae et de la sous-classe des Fragilariophycidae.

## Liste des familles
Liste des familles selon AlgaeBase (25 avril 2022) :
- Cyclophoraceae Round & R.M.Crawford
- Cyclophorales  incertae sedis
- Entopylaceae Grunow, 1862

## Systématique
Le nom correct complet (avec auteur) de ce taxon est Cyclophorales Round & R.M.Crawford.